# Caesia (plant)
Caesia is een geslacht uit de familie Hemerocallidoideae. De soorten komen voor in Australië, Nieuw-Guinea en zuidelijk Afrika.

## Soorten
- Caesia alpina
- Caesia calliantha
- Caesia capensis
- Caesia chlorantha
- Caesia micrantha
- Caesia occidentalis
- Caesia parviflora
- †Caesia rigidifolia
- Caesia sabulosa
- Caesia setifera
- Caesia subulata
- Caesia viscida

Agrostocrinum · 
Arnocrinum · 
Caesia · 
Corynotheca · 
Dianella · 
Excremis · 
Geitonoplesium · 
Hemerocallis (Daglelies) · 
Hensmania · 
Herpolirion · 
Hodgsoniola · 
Johnsonia · 
Pasithea · 
Phormium · 
Simethis · 
Stawellia · 
Stypandra · 
Thelionema · 
Tricoryne